# 슝스리

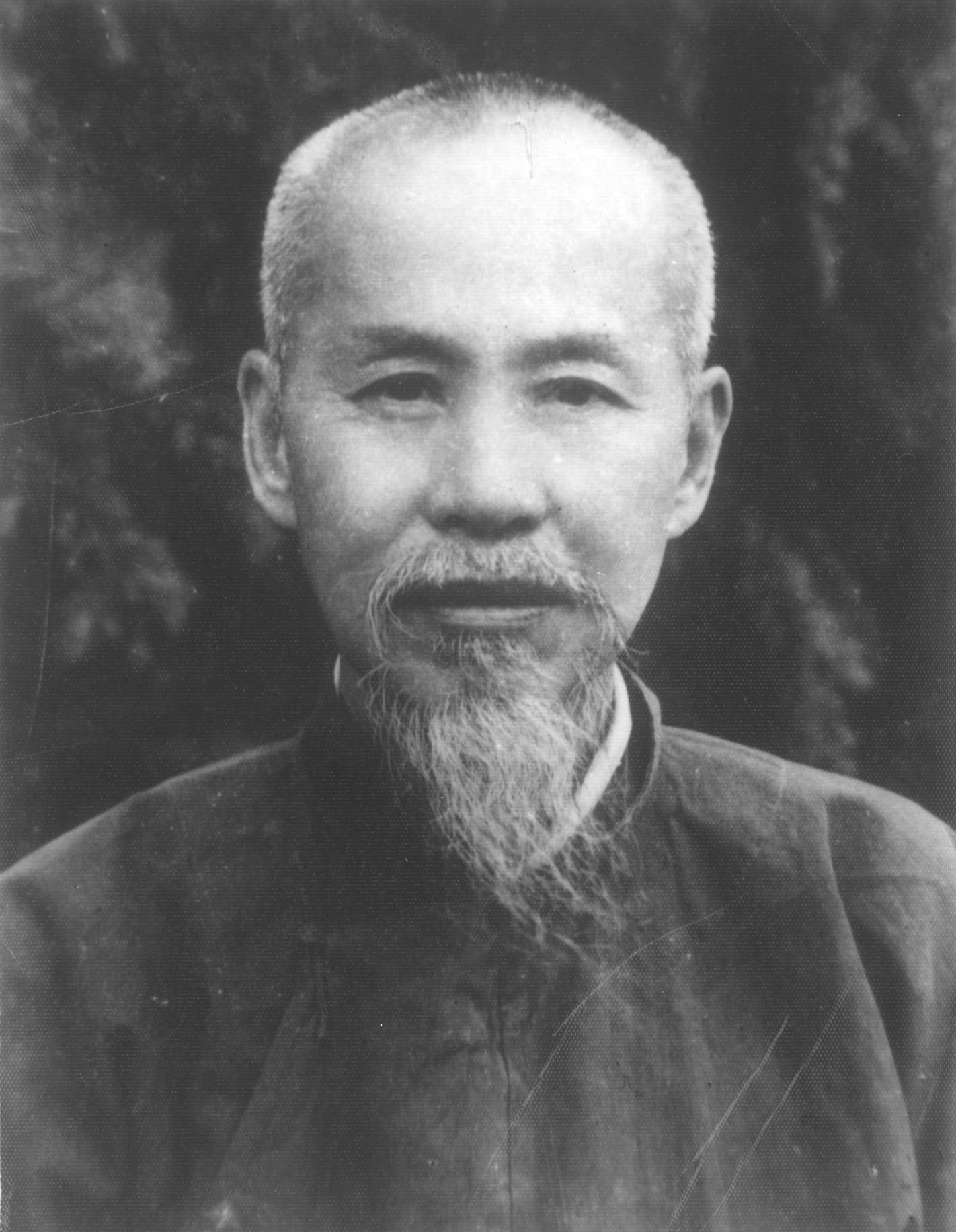
슝스리

슝스리(중국어: 熊十力, 병음: Xióng Shílì, 한자음: 웅십력, 1885년 2월 18일 ~ 1968년 5월 23일)는 중국 신유학의 대표적인 학자 중 한 사람이다.

## 생애
후베이성 황강 현(黃岡縣, 황강현, 현재의 황강 시) 출신이다. 원래 이름은 계지(繼智)이지만 승항(升恒), 정중(定中)이라고 개명했고 나중에 십력(十力)으로 개명하게 된다. 호는 자진(子眞), 칠원노인(漆園老人)이다. 아버지는 향촌의 학원 교사로 일했다. 어린 시절 부모를 잃고 군에 입대했다. 1911년 중국을 뒤흔든 우창 봉기에 가담했고 후베이 독군부(督軍府) 참모로 임명되었다.
신해혁명이 실패한 뒤 1917년에 광저우에서 쑨원이 추진한 호법 운동(護法運動)에 참가했지만 실패로 끝난 뒤부터 철학 연구에 전념하게 된다. 1920년 난징의 지나내학원(支那內學院)에 들어 어우양징우(歐陽竟無, 구양경무) 대사를 따라 불교학을 전공했다. 이후 우창(武昌, 무창)의 원화 대학(文華大學), 톈진의 난카이 중학(南開中學), 북양 정부 베이징의 베이징 대학, 국민 정부 베이핑의 평민학원(平民學院) 등에서 교편을 잡았다. 1944년 《신유식론(新唯識論)》을 집필했다. 중화인민공화국 성립 이후에는 중국인민정치협상회의 위원으로 여러 차례 참가했지만 1968년 5월 23일 문화 대혁명의 박해를 받던 도중에 상하이에서 사망했다.

## 사상

### 개요
슝스리의 철학 체계에서 핵심이 되는 두 개념이 본체(體)와 작용(用)이다.
1) 본체는 물질적인 형상을 지니지 않는 반면 작용은 물질적인 형상을 지닌다.
2) 본체는 모든 변형의 원인인 반면 작용은 이러한 변형들을 만들어낸다.
3) 본체는 보이지 않는 반면 작용은 뚜렷하다.
4) 본체는 하나인 반면 작용은 많다.
5) 근본적으로 본체와 작용은 다른 본성을 지닌 두 사물이 아니라 하나의 것이다. 본체와 작용의 세계는 하나이다.
☞ 본체와 작용에 대한 바다와 수많은 파도의 설명
불교는 절대적이고 불변하는 실재(法性)와 끊임없이 변하고 조건적인 현상적인 세계(法相)를 구별하고 현상적인 인간의 세계로부터 벗어나기를 요구한다. 그런데 날로 새로워지는 학문이 유교를 확장하기 위해서는 본체와 현상의 세계가 분리될 수 없다는 전제가 필요하다.
본체와 현상이 하나라고 하는 것은 현실 세계의 변화와 현상적인 흐름이 환영이 아니라 본질적인 의미를 갖는다는 것을 말한다. 그래서 우리의 세계는 유형의 형식 속에서 궁극적인 실재가 무엇인지 드러낸다. 만약 본체가 매일의 삶이라면 인간이 이 세계를 포기할 어떤 이유도 없다. 대신 그들의 삶은 본체에 대한 통찰력을 획득하기 위하여 매일 수양에 헌신해야만 할 것이다.
슝스리는 세계는 변화 속에 있으며, 계속해서 변화가 나타나는 현상을 '작용'이라고 한다. 작용은 '새로 다시 발생함과 끊임없이 흐름'을 의미한다. 작용이 변화하면 본체 또한 변화한다. 그의 관점에서 본체는 '끊임없는 변형' 또는 '변화하는 능력'이다. 곧 본체는 매 순간 변화하며 영원히 그러한 상태 속에 있다. 그것의 끊임없는 변화 속에 다양한 현시 또는 작용들이 일어난다.

#### 본체와 현상의 통일
유식학(唯識學)과 중관학(中觀學)을 공부하던 슝스리는 인도 불교에서 본체와 현상은 끝내 소통될 수 없는 단절된 두 세계라는 회의를 품게 되었다. 본체와 현상을 분리될 수 없는 것으로 보는 중국의 전통적 체용론의 영향을 깊게 받은 그는 중국 불학의 '체용불이(體用不二)' 사상을 유학으로 끌어들여 자신의 형이상학 원리로 확정하였다.
슝스리는 체(體)·용(用)을 우주(본체)론에 적용한다. 그에 따르면 우주실체는 체이다. 실체는 변동하여 우주만상을 이룬다. 이것이 실체의 공용(功用)이 되는 용이다. 슝스리는 철학의 근본문제를 우주실체와 우주만상의 관계, 즉 본체와 현상의 관계로 본다.
슝스리의 '체용불이' 사상은 세 단계의 논리 구조를 취한다.
첫째, 현상을 부정하고 본체를 긍정해야 한다. 이를 위해 그는 중관·반야학에서 빌려온 '차전(遮詮 가릴 차, 설명할 전)'이라는 부정법을 사용하여 현상을 부정한다. 곧 현상을 '진실한 존재'로 여겨 집착하지 않고, 그 실재성을 부정(空)함으로써 본체의 실재성을 긍정하는 것이다.
둘째, 본체 그 자신이 직접 현상으로 변화함을 깨달아야 한다. 본체(실체)는 자신을 남김없이 드러내서 변동분거하는 현상(공용)으로 전변(大用流行)하는 것이다. 실체가 독립적인 것이며 공용이 실체에서 발생하는 것이 아니다. 실체가 유행하는 것이다. 비유하면 바닷물이 곧 솟구쳐 오르는 무수한 물방울의 모습이다.
셋째, 이제 '체용불이'를 물리세계 속에서 증험(證驗: 경험)해야 하는데, 이것이 '즉용현체(卽用顯體)' 곧 공용(현상)에 나아가서 실체(본체)를 직접 드러내는 것이다. 공용은 실체의 현현이므로 현상을 벗어나 본체를 알 수 없다. 현상은 실재가 아니라 체가 용으로 현현한, 임시적이며 가변적인 현상일 뿐이다. 체는 절대적이고 무한한 존재이므로 상대적이고 유한한 언어로 직접 표현할 수는 없지만, 공용에 나아가 실체를 드러낼 수는 있다.
요컨대 체는 스스로 존재하며, 완전히 용으로 드러난다. 체의 유행인 용은 자성(自性)이 없어 체에 의지하지만 무궁무진한 현상(공능)을 창출하므로 공무(空無)가 아니다.
그의 체용합일론의 독특한 성격은 본체가 직접 유행하여 현상(功用)으로 드러난다고 본 점이다. 곧 체는 운동성이 있으므로 용 또한 이에 근거하여 변화무상·생성불식하는 현상이 될 수 있다. 체가 공용으로 변성하기 때문에 공용을 긍정하고 공용 밖에서 체를 찾는 것은 허용되지 않는다. 본체의 유행(大用流行)은 곧 생성변화(生化)의 과정이다. '생화'는 ⟪주역⟫에서 유래한다.

#### 본심이 본체이다
슝스리는 진리를 윤리에 종속시키려는 경향이 있는 송명리학 특유의 심성본체론을 이어받아, 육왕심학을 계승하여 본체를 본심으로 파악하고, 본심의 운동을 해명하는 것을 자신의 심학의 뼈대로 삼았다. 그에 따르면 본체는 지식이나 사유로 접근할 수 있는 대상이 아니며, 오직 본심의 직각을 통해서만 도달할 수 있는 경지이므로, 마음에서 본체를 구한다는 것은 본체가 이미 심중에 내재되어 있음을 의미한다. 본체를 심(心)과 연계하고, 마음속에서 우주론과 심성론을 통일하는 것은 '마음'을 '습심'이 아닌 '본심'으로 규정할 때만 가능하다.
본심은 '하늘이 인간에게 명한' 도덕적 본성, 또 '밝은 덕'이다. 본심에서 본체를 구한다는 그의 말은, 마음을 다하면 명덕을 자각할 수 있다고 말한 맹자와 일맥상통한다. 그러나 슝스리는 육·왕을 무조건 답습하지 않고 '리즉심(理卽心: 이치가 즉 마음)'과 '리재물(理在物: 이치가 즉 사물)' 중 한 쪽만 고수하는 것은 옳지 않다고 본다. 리는 안(마음)과 밖(사물)의 구분이 없는 것이다. 그는 객관세계와 긴밀하게 관련 맺지 못하는 주관을 비판한다.

#### 우주심의 자기전개: 능변(能變)·항전(恒轉), 흡벽성변(翕闢成變)
슝스리에 따르면, 현상계는 허망한 것이 아니라 '진실(실체)'이 반영된 세계이고, 현상계의 변화는 본심(본체)의 '운동'으로부터 가능하다. 그는 불교와 같이 본체를 '불생불멸'로 파악하면 현상계의 생성과 발전을 설명할 수 없기에 출세간 사상으로 귀결된다고 보았다. 우주만상의 변화가 무궁무진한 것은 본체가 '능변(能變)'이기 때문이다. 능변으로서의 본체는 언제나 일정하지 않고 단절되지 않는다. 본체가 대용으로 드러나는 것은 변동이 멈추지 않음을 가리키므로 '비상'이다. 만일 '상'하다면 변동이 없는 것이므로 '용'이 될 수 없다. 그리고 변동이 멈추지 않기 때문에 '비단(非斷)'이다. 본체는 '능변'이기 때문에 '비상비단'인 것이다. 슝스리는 이를 또한 항전(恒轉: 끊어지지 않고, 일정하지 않은 것)이라고 부른다. 본심은 개체적 자아일 뿐 아니라 우주만상의 생성과 발전을 주재하는 힘이다. 이러한 의미에서 본체 곧 본심을 '우주심(宇宙心)'이라 부른다.
우주심이 주도하는 생성·변화 과정을 그는 ⟪주역⟫에서 빌려 온 '흡(翕: 열림)'과 '벽(闢: 닫힘)'이라는 개념으로 설명한다. 흡은 동하여 맺히는 것(動而凝)이고, 벽은 동하여 상승하는 것(動而升)이다. 응(凝)은 질(質)을 이루고 물(物)을 이루며, 승(升)은 정(精)을 이루고 신(神)을 이룬다. 실체가 변하여 공용을 이룸에 곧 이 공용의 내부에 이미 두 단의 상반된 기미가 있게 되어 흡·벽 두 방면의 현저한 분화를 일으킨다. 모든 변화가 이로부터 이루어진다.
슝스리의 흡·벽은 물을 초월하여 본체의 유행(作行) 차원에서 운용된다. 흡과 벽은 실체가 공용이 될 때 공용 내부에서 분화되는 상반된 동세이고, 흡벽의 상반작용은 만변을 창출하고 우주만상을 이룬다. 왕수인의 양지가 주로 도덕본체의 의의를 나타냈던 것에 비해 그의 우주심은 우주본체의 뜻이 강조된다. 우주심은 흡의 세용으로 일정한 현상이 되지만, 그 내부에는 이미 이와 모순되는 벽의 세용이 잠재되어 있으며, 그것의 작용이 사물·현상의 고착을 해소하여 물화를 극복한다. 이렇게 우주만상은 끝없이 생성·변화한다.
인간의 본심은 고도로 발전한 우주심이 인류에게 체현된 것이다. 인간의 본심은 물을 제어하는 체이며, 물화되지 않는 절대적인 본체이다. 능변·항전하는 본체(본심)의 전변은 '흡벽성변(翕闢成變)'을 통해 이루어진다. 흡·벽은 실체가 직접 드러난 공용의 두 측면이므로 둘 다 일종의 선후가 없는 동세이다. 벽은 정신이 되고 흡은 물질이 된다. 정신과 물질은 본래 둘이 아니므로 쪼갤 수 없다. 흡의 세용은 응취하여 형질을 이루는 '물행(物行)'이고, 벽의 세용은 흡 속에서 운행하면서 흡이 자신의 운동을 따르게 하는 강건한 것인 '심행(心行)'이다. 흡은 벽에 종속된다. 하지만 벽은 흡이 없으면 아무런 의미도 없다.

#### 직관과 이지
본심(本心)은 인간 내면에 깃든 본체이므로 아무런 분별도 없이 본체 스스로 밝게 깨닫는 직관 능력이다. 본심의 인식대상은 형이상학적 본체의 세계이다. 그는 본심을 '지'또는 '성지(性智)'라고 부른다. 본심과 구별되는 '습심(習心)'은 오관에 의해 촉발되어 형이하의 현상계를 인식대상으로 하며, '혜(慧)'·'양지(量智)'·'이지(理智)'로 표현된다. 성지와 양지는 인식의 두 계기로서, 성지는 양지의 체가 되고, 양지는 성지의 발용이다. 그러나 슝스리는 습심과 이지를 동일시하지 않는다.
본심은 왕수인의 양지와 같다. 한편 습심은 본심은 아니지만 본심의 작용에 의하여 존재한다. 이는 구름은 하늘이 아니지만 하늘에 의하여 존재하는 것과 같다.
(1) 양지(習心)는 형기에서 유래한 것이고, 본심의 발용이며, 반드시 관능에 의지하여 나타난다. 관능은 이를 빌어서 관능의 영명함을 이룬다. (2) 양지는 모든 일상 경험에서 발전되며, 언제나 외적으로 치닫는다. 그러므로 미혹되어 물을 따르고 외재적 사물을 실존하는 것으로 믿어 추구한다. (3) 양지는 비록 성지를 근본으로 하지만, 스스로 하나의 세용을 이루어 그 근본을 바꾼다. (4) 양지의 인식대상은 오감의 감각기관에서 변환한 물경들로서 의식에서 이를 종합한다. 사량(思量)하고 추탁함으로써 사물의 이칙을 명변한다.
(1) 성지는 만물의 본성으로 본체이다. (2) 성지는 형상이 없으나 일체 지식의 근원이 된다. (3) 성지는 직각의 방법으로서 개념 분석이나 추리를 필요로 하지 않으며, 사유를 멈추고 개념을 제거하고 오직 정신의 내부에 거둬들여 묵묵히 반조하는 것이다. (4) 성지는 절대자유의 정신적 경지이다. 중국철학은 성지에 근거하여 수양하므로 천인합일 경지에 도달할 수 있으나 서양철학은 양지에 의거하므로 지식의 한계에 부딪쳐 본체의 깨달음에 도달하지 못한다.
중·서 철학의 융합을 위해서는 본체(體)와 방법(用)이 통일되어야 한다는 것이다. 성지를 체로 삼고 양지를 용으로 삼는다면 형이상의 세계와 물리세계를 함께 실현할 수 있다.
첫째, 성지가 본체를 깨닫는 것이라면 양지는 물리를 추구하는 도구이다. 양지로 형이상의 문제를 해결하려고 하면 안 된다. 둘째, 셋째, 인간은 이지가 발달하여 동물과 달리 자연적 생명을 초탈할 수 있다. 본능은 습염이나 이지는 습염이라 하기 어려운 점이 있다. 우리가 본심이 항상 마음의 주재가 되도록 한다면, 이지는 본심의 발용이라고 할 수 있다. 이러하다면 이지가 곧 본심이다. 넷째, 양지가 때때로 득실을 가리는 데에서 이탈하여 신기한 견해를 얻는 경우(형해: 解), 이는 잠정적 초탈이므로 참된 견해(眞解)가 아니다.
슝스리의 인식론을 구성하는 두 개념을 직관과 이지라고 한다면, 직관과 이지를 연결하는 방법이 '표전(表詮)'과 '차전(遮詮)'이다. (표전법 - 긍정적 진술방법, 차전법 - 부정적 진술방법)

## 참고 문헌
- 현대 신유학의 역정